# Vitrac, Puy-de-Dôme
Vitrac là một xã ở tỉnh Puy-de-Dôme trong vùng Auvergne-Rhône-Alpes miền trung nước Pháp.